# ریچی لاریا
ریچی لاریا (انگلیسی: Richie Laryea؛ زادهٔ ۷ ژانویهٔ ۱۹۹۵) بازیکن فوتبال اهل کانادا است.
از باشگاه‌هایی که در آن بازی کرده‌است می‌توان به باشگاه فوتبال تورنتو و باشگاه فوتبال اورلاندو سیتی اشاره کرد.
وی همچنین در تیم‌های ملی پایه و تیم ملی فوتبال کانادا بازی کرده‌است.